# Cmentarz żydowski w Nowym Tomyślu
Cmentarz żydowski w Nowym Tomyślu – kirkut mieścił się we wsi Glinno. Początkowo nie znajdował się na terenie miasta. Dopiero w 1964 włączony został do Nowego Tomyśla. Był ogrodzony murem. W 1940 został zdewastowany przez hitlerowców. Obecnie na jego terenie mieści się plac zabaw i droga dojazdowa. Nie zachowały się żadne macewy.